# São Cipriano (Viseu)
São Cipriano ist ein Ort und eine ehemalige Gemeinde (Freguesia) im portugiesischen Kreis Viseu. Die Gemeinde hatte 1283 Einwohner (Stand 30. Juni 2011).
Am 29. September 2013 wurden die Gemeinden São Cipriano und Vil de Souto zur neuen Gemeinde União das Freguesias de São Cipriano e Vil de Souto zusammengeschlossen. São Cipriano ist Sitz dieser neu gebildeten Gemeinde.